# 22402 Goshi
22402 Goshi (1995 GN) là một tiểu hành tinh vành đai chính được phát hiện ngày 3 tháng 4 năm 1995 bởi A. Nakamura ở Kuma Kogen.